# قضاعه (قبیله)
قُضاعه قبیله ای عربی باستانی است که در نسب آن اختلاف وجود دارد. عده ای آن را به حمیر و برخی دیگر آن را به معد منتسب دانسته‌اند.

## قبیله‌های منتسب به قضاعه
- خولان
- سنحان
- بنی عذره که از نظر تاریخی در وادی القری حجاز پراکنده بودند و قبل از اسلام یهودی بودند.
- المهره که در جزیره سقطرا و ظفار و استان مهره پراکنده‌است.
- قبیله نهد یکی از قبایل حضرموت.
- قبیله وصاب.
- قبیله حرب.
- جهینه یک قبیله حجازی است که هنوز هم در حجاز پراکنده‌است و در شبه جزیره سینا و نقب نیز حضور دارند.
- بلی قبیله معاصر در حجاز که در صحرای سینا و نقب حضور دارند.
- کلب یکی از قبایل دومه الجندل در شمال عربستان است.

## نسب
مادر قضاعه مغاله است. همچنین گفته شده که نام وی معانه بنت جوشم بن جلهمه بن عامر بن عوف بن عدی بن دب بن جرهم نیز بوده‌است. در مورد نسب قضاعه اما تبارشناسان اختلاف کرده‌اند. علت آن هم عوامل سیاسی و قبیله ای بود که در عصر خلافت اموی وجود داشت.

## آزمایش‌های ژنتیکی

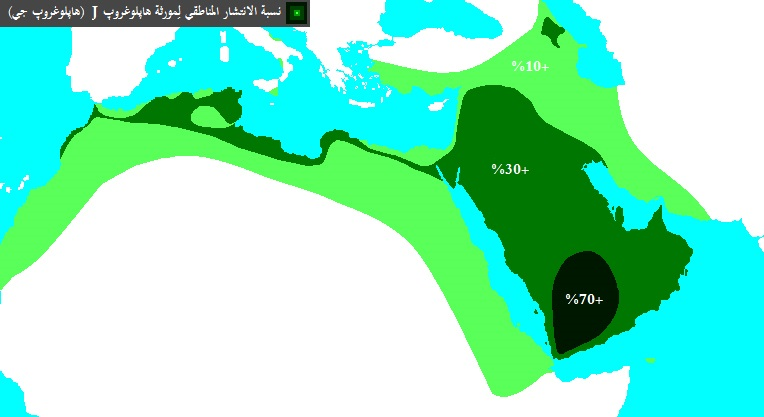
ژن J-M267 در یمن ۷۲ درصد پراکنده شده‌است

بیشتر قبیله‌های منسوب به قضاعه بن حمیر بن سبا حامل ژن شیوع یافته J-M267 در یمن هستند. اما در مورد جهش‌های فرعی، مشخص شد که قبیله‌های جهینه و نهد در جهش J-l222 تجمع یافته و برخی از قبیله‌های حضرموت و برخی از قبیله‌های عتیبه و مطیر نیز با ایشان همراه شده‌اند. بررسی ژنتیکی همچنین نشان می‌دهد که قبیله حویطات با قبیله بلی در جهش J-ZS1574 مشترک هستند.